# Deze is voor jou
Deze is voor jou is een lied van de Nederlandse zanger Alain Clark. Het werd in 2020 als single uitgebracht.

## Achtergrond
Deze is voor jou is geschreven door Clark zelf. Het is een lied uit het genre nederpop. Het is een lied dat Clark schreef voor de doorwerkende en zwaarbelaste zorgmedewerkers tijdens het begin van de coronapandemie. Er werd aan Clark door NPO Radio 2 radio-dj Bart Arens of hij een ode aan de "helden in de zorg" wilde schrijven, maar ook dat deze binnen drie uur af kon zijn. Hoewel Clark eerst twijfelde of het hem zou lukken om zo snel een nummer te kunnen maken, had hij kort na de vraag van Arens al een melodie, waarna de tekst volgde. Na de drie uur bracht de zanger het lied voor het eerst ten gehore op NPO Radio 2 en dezelfde avond zong de artiest het nummer ook bij televisieprogramma Jinek. Het lied werd in dezelfde week door NPO Radio 2 uitgeroepen tot NPO Radio 2 TopSong.

## Hitnoteringen
De zanger had weinig succes met het lied in de Nederlandse hitlijsten. Er was geen notering in de Single Top 100 en ook de Top 40 werd niet bereikt. Bij de laatstgenoemde bleef het lied wel steken op de 21e plaats van de Tipparade.